# NGC 3631
NGC 3631 est une galaxie spirale de grand style située dans la constellation de la Grande Ourse. NGC 3631 a été découverte par l'astronome germano-britannique William Herschel en 1789.

## Caractéristiques
La classe de luminosité de NGC 3631 est III et elle présente une large raie HI. Selon la base de données Simbad, NGC 3631 est une galaxie candidate au titre de galaxie active.

### Distance
Sa vitesse par rapport au fond diffus cosmologique est de 1 340 ± 13 km/s, ce qui correspond à une distance de Hubble de 19,77 ± 1,40 Mpc (∼64,5 millions d'al).
À ce jour, huit mesures non basées sur le décalage vers le rouge (redshift) donnent une distance de 9,423 ± 5,021 Mpc (∼30,7 millions d'al), ce qui est à l'extérieur des valeurs de la distance de Hubble. Puisque cette galaxie est relativement rapprochée du Groupe local, il est probable que cette valeur soit plus près de la distance réelle de NGC 3631. Notons que c'est avec la valeur moyenne des mesures indépendantes, lorsqu'elles existent, que la base de données NASA/IPAC calcule le diamètre d'une galaxie.

### Galaxie isolée
La base de données NASA/IPAC mentionne que NGC 3631 est une galaxie isolée, ce qui n'est pas l'avis d'au moins deux autres sources,.

### Luminosité dans l'infrarouge
La luminosité de la galaxie NGC 3631 dans l'infrarouge lointain (de 40 à 400 µm)  est égale à 1,55 × 1010 {\displaystyle L_{\odot }} (1010,19{\displaystyle L_{\odot }}) et sa luminosité totale dans l'infrarouge (de 8 à 1 000 µm) est de 2,00 × 1010 {\displaystyle L_{\odot }} (1010,30{\displaystyle L_{\odot }}).

### Émissions de rayons X
Les émissions rayons X de NGC 3631 sont de faible intensité. Il existe six sources X ultralumineuses dans le disque de la galaxie et deux qui ont une contrepartie optique.

## Morphologie

NGC 3631 par le télescope spatial Hubble.

NGC 3631 a été utilisée par Gérard de Vaucouleurs comme une galaxie de type morphologique SA(s)bc dans son atlas des galaxies,.
Elle dispose de deux bras principaux qui commencent près du centre. Les deux bras principaux se ramifient en bras secondaires avec une luminosité de surface inférieure. La galaxie montre un taux de formation d'étoiles modéré à élevé et des régions HII lumineuses présentes dans tous les bras. Le taux de formation d'étoiles de la galaxie est évalué à 4,6 {\displaystyle M_{\odot }} par an.
Halton Arp a observé des bras droits et un tube d'absorption traversant de l'intérieur vers l'extérieur du bras en S et il a ajouté la galaxie à son atlas des galaxies particulières sous la désignation Arp 27. À une inclinaison de 17 degrés, la galaxie est vue presque de face.
On distingue également très bien les bras spiraux sur les images radio en fausses couleurs des émissions de l'hydrogène neutre (région HI), mais on constate qu'il y a aussi des régions HI entre les bras spiraux. On a surtout détecté l'hydrogène neutre dans le disque de la galaxie, mais il est aussi présent dans un rayon égal à 1,5 fois le rayon de la galaxie en lumière visible. Près des bras spiraux, l'hydrogène se déplace dans des canaux bien définis. L'hydrogène forme deux tourbillons anticycloniques et quatre cycloniques comportant des motifs spiraux. Les anticyclones à l'origine de la rotation différentielle et les cyclones sont le résultat d'une forte amplitude de l'onde de densité. Le centre des anticyclones sont situés entre les bras spiraux, alors que ceux des cyclones se trouvent près des bras.

## Supernovas
Entre 1964 et 2016, quatre supernovas ont été découvertes dans NGC 3631.

### SN 1964A
Découverte le 4 février 1964 à l'observatoire Paul Wild en Australie, elle a atteint une magnitude visuelle maximale de 17.

### SN 1965L
Également découverte à l'observatoire Paul Wild en Australie, le 29 septembre 1965, elle a atteint la magnitude visuelle maximale de 15,95.

### SN 1996bu
Découverte par l'astronome japonaise Reiki Kushida le 14 novembre 1996, elle a atteint une magnitude visuelle maximale de 17,3. SN 1996bu était de type IIn.

### SN 2016bau
SN 2016bau a été découverte par l'astronome amateur britannique Ron Arbour le 13 mars 2016,. SN 2016bau était une supernova Type Ib,. Cette supernova a aussi été observée dans le domaine des ondes radio.

## Trou noir supermassif
Si on se base sur les mesures de luminosité de la bande K de l'infrarouge proche du bulbe de NGC 3631, on obtient une valeur de 107,4 {\displaystyle M_{\odot }} (25 millions de {\displaystyle M_{\odot }}) pour le trou noir supermassif qui s'y trouve.

## Le groupe de NGC 3631
Selon un article de A.M. Garcia paru en 1993, NGC 3631 est la galaxie la plus brillante d'un groupe de galaxies qui porte son nom. Le groupe de NGC 3631 comprend au moins 10 galaxies. Les autres galaxies du groupe sont NGC 3657, NGC 3718, NGC 3729, NGC 3913, NGC 3972, NGC 3998, UGC 6251, UGC 6446 et UGC 6816.
Abraham Mahtessian mentionne aussi l'existence de ce groupe, mais il n'y figure que 5 galaxies, soit NGC 3631, NGC 3657, NGC 3718, NGC 3729 et UGC 6446 qui est notée 1123+5401 pour CGCG 1123.8+5401 dans son article. Les trois autres galaxies (NGC 3913, NGC 3972 et NGC 3998) figurent dans un autre groupe cité par Mahtessian, soit le groupe de M101.
Les groupes de NGC 3631 et de M101 font partie de l'amas de la Grande Ourse, l'un des amas galactiques du superamas de la Vierge.